# Хердванген-Шенах
Хердванген-Шенах (њем. Herdwangen-Schönach) општина је у њемачкој савезној држави Баден-Виртемберг. Једно је од 25 општинских средишта округа Зигмаринген. Према процјени из 2010. у општини је живјело 3.316 становника. Посједује регионалну шифру (AGS) 8437124, NUTS и LOCODE код.

## Географски и демографски подаци
Хердванген-Шенах се налази у савезној држави Баден-Виртемберг у округу Зигмаринген. Општина се налази на надморској висини од 605 метара. Површина општине износи 36,5 km². У самом мјесту је, према процјени из 2010. године, живјело 3.316 становника. Просјечна густина становништва износи 91 становника/km².